# Université privée Mahmoud El Materi
L'université privée Mahmoud El Materi (arabe : الجامعة الخاصة محمود الماطري) ou UMM est une université privée tunisienne basée à Tunis et spécialisée dans le domaine paramédical.
Elle porte le nom du docteur Mahmoud El Materi dont la fille, Anissa El Materi Hached est la présidente fondatrice de l'institution.

## Histoire
C'est en 2000 qu'Anissa El Materi Hached crée l'Institut Mahmoud El Materi (IMM) de formation professionnelle des infirmiers. En 2007, elle transforme l'IMM en université Mahmoud El Materi. À cette date, l'université continue à former des uniquement infirmiers. Cependant, dès l'année 2009, elle commence à se diversifier en lançant d'abord la formation des physiothérapeutes, puis la formation en anesthésie-réanimation en 2010, l'obstétrique en 2011, la nutrition en 2013 et la gériatrie en 2015.
En 2015, l'université obtient également l'habilitation pour le master professionnel en préparation physique qu'elle rend opérationnel en 2017.
L'université dévoile le 5 juin 2017 sa nouvelle identité visuelle devenue bilingue, en présentant un entrelacement entre les initiales françaises et arabes de l'université, qui se conçoit ainsi dans un échange de cultures et de savoirs. Le nouveau logo est un mariage entre des formes pures et modernes et une calligraphie traditionnelle montrant une association entre la tradition et l'innovation, ce qu'elle réalise avec l'intégration de la simulation médicale haute fidélité dans ses enseignements et le lancement d'un centre de soutien et d'innovation pédagogique. Par ailleurs, en passant à un logo qui n'est plus connoté en matière de santé, l'université traduit en image son ambition de s'ouvrir à d'autres disciplines que les sciences paramédicales.

## Diplômes
- Licence appliquée en anesthésie-réanimation
- Licence appliquée en soins aux personnes âgées (gériatrie)
- Licence appliquée en obstétrique (sage-femme)
- Licence appliquée en physiothérapie
- Licence appliquée en nutrition humaine (diététique)
- Licence appliquée en sciences infirmières
- Master professionnel en préparation physique

## Centre de soutien et d'innovation pédagogique
L'université lance en 2017 le premier centre de soutien et d'innovation pédagogique en Tunisie[réf. nécessaire].
Le Centre de soutien et d’innovation pédagogique de l’université a pour mission de contribuer à l’amélioration de la qualité de la formation universitaire théorique et pratique et à l’élaboration de cadres et d’outils pédagogiques innovants. Il forme, conseille et accompagne les enseignants, les formateurs et les encadreurs de l'UMM.